# 克羅埃西亞歷史博物館

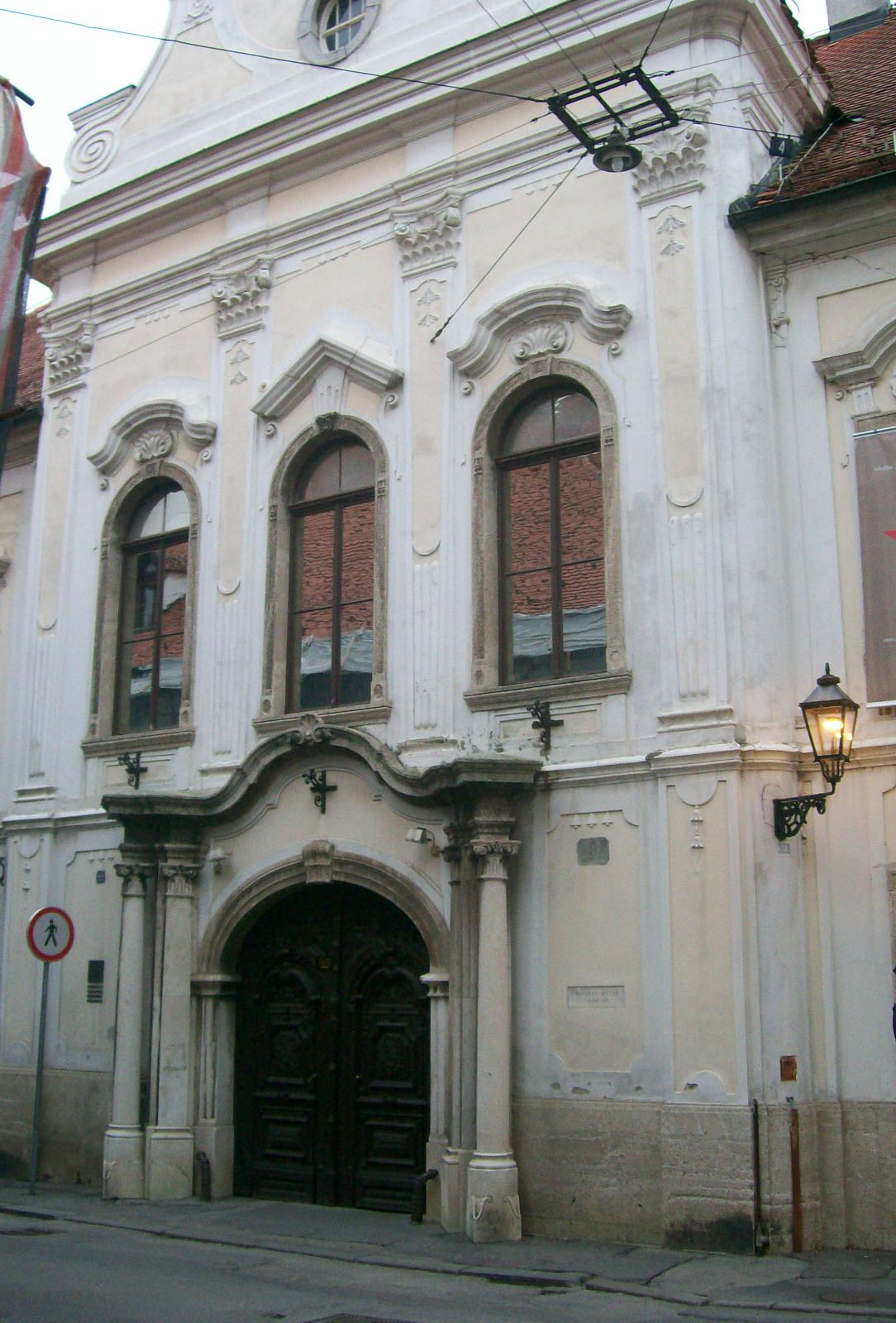
克羅埃西亞歷史博物館

克羅埃西亞歷史博物館是克羅埃西亞的一座歷史博物館，位於薩格勒布的格拉代茨地區。博物館收藏有約30萬件藏品。

## 历史
克羅埃西亞歷史博物館成立於1940年，前身是設立於1846年的國家博物館。

## 外部連結
- 官方网站